# Carla Lamarca
Carla Angyalossy Lamarca (São Paulo, 9 de junho de 1982) é uma apresentadora de televisão, modelo e atriz brasileira. Foi revelada e destacou-se na MTV Brasil, onde apresentou os programas Disk MTV , Top 20 Brasil e Jornal da MTV. Apresentou o programa FTV MAG, no canal pago "Fashion TV Brasil". Em 2011 estreou como atriz na novela Insensato Coração no papel da secretária Célia na Rede Globo, fez participação especial em Ti Ti Ti e O Brado Retumbante. Atualmente apresenta o programa Sound à Porter no canal pago E!. Carla é descendente de alemães e italianos.

## Filmografia

### Televisão
| Ano               | Televisão          | Papel     | Notas         |
| ----------------- | ------------------ | --------- | ------------- |
| 2005              | Disk MTV           | Ela mesma | Apresentadora |
| 2005              | Top 20 Brasil      | Ela mesma | Apresentadora |
| 2006              | Jornal da MTV      | Ela mesma | Apresentadora |
| 2007              | Luau MTV           | Ela mesma | Apresentadora |
| 2009-2011         | FTV MAG            |           |               |
| 2010              | Ti Ti Ti           | Mina      |               |
| 2011              | Insensato Coração  | Célia     |               |
| 2012              | O Brado Retumbante | Repórter  |               |
| 2015 - Atualmente | Sound a Porter     | Ela mesma | Apresentadora |

### Internet
| Ano  | Trabalho | Papel     | Notas         |
| ---- | -------- | --------- | ------------- |
| 2012 | XYZ TV   | Ela mesma | Apresentadora |